# Флаг Чехии
Флаг Че́хии (Флаг Чешской Республики, чеш. Státní vlajka České republiky) — официальный государственный символ Чешской Республики.
Представляет собой прямоугольное полотнище, состоящее из двух равновеликих горизонтальных полос: верхней — белой и нижней — красной, с добавлением у древкового края синего равнобедренного треугольника.

## История
В качестве официального государственного флага Чехия переняла флаг бывшей Чехословакии, введённый в 1920 году.
После возникновения Чехословакии шла долгая дискуссия о том, как должен выглядеть государственный флаг. С XII века гербовыми цветами Королевства Чехии были белый и красный, происходящие от её герба (серебряный лев в червлёном щите). В 1918 году бело-красный флаг стал неофициальным флагом Чехословакии, в 1920 году у древкового края был добавлен синий треугольник, олицетворяющий Словакию, и в таком виде флаг был официально утверждён.
В период существования в 1939—1945 годах Протектората Богемии и Моравии его флагом было полотнище, состоявшее из трёх равновеликих горизонтальных полос — белой, красной и синей, в котором белая и красная полосы символизировали Богемию (Чехию), а белый, красный и синий — Моравию.
После разделения Чехословакии в 1993 году чехи приняли флаг, идентичный флагу Чехословацкой Республики, нарушая тем самым конституционный акт, запрещающий использование символов федеративного государства Чехией и Словакией.
Названия государств, в которые входила Чешская Республика:
- С 28.10.1918 — Чехословакия
- С 14.11.1918 — Чехословацкая Республика
- С 23.11.1938 — Чехо-Словацкая Республика
- С 15.03.1939 — Протекторат Богемии и Моравии
- С 03.04.1945 — Чехословацкая Республика
- С 11.07.1960 — Чехословацкая Социалистическая Республика
- С 29.03.1990 — Чехословацкая Федеративная Республика
- С 20.04.1990 — Чешская и Словацкая Федеративная Республика
- С 01.01.1993 — Чешская Республика

Флаг Королевства Богемия, Чехословакии 1918 — 1920 годов и Чешской Республики 1990 — 1992 годов.
Флаг Протектората Богемия и Моравия 15.03.1939 — 04.05.1945.